# فهرست رئیس‌جمهورهای روسیه
منصب رئیس‌جمهور روسیه، بالاترین مقام در فدراسیون روسیه است. صاحب این منصب، رئیس کشور فدراسیون، رئیس رسمی شورای دولتی و نیز فرمانده کل نیروهای مسلح روسیه است. این منصب، پس از انقلاب فوریه، در سال ۱۹۱۸ ایجاد شد و به صورت فعلی، پس از همه‌پرسی در سال ۱۹۹۱، شروع به کار کرد. در طول تاریخ اتحاد جماهیر شوروی، روسیه به صورت رسمی، توسط نهادهایی جمعی مانند کمیته اجرایی مرکزی تمام روسیه و هیئت رئیسه شورای عالی شوروی رهبری می‌شد، زیرا نظریه حکومت شوروی (شورایی بودن)، ضرورت ریاست‌جمهوری را رد می‌کرد. منصب رئیس‌جمهور اتحاد شوروی در سال ۱۹۹۰، در جریان اصلاحات ناموفق میخائیل گورباچف در دولت تک‌حزبی کمونیستی اتحاد جماهیر شوروی معرفی شد. گورباچف، اولین و آخرین رئیس‌جمهور بود. دوران تصدی او با رویارویی حقوقی و سیاسی با روسیه و سایر جمهوری‌های اتحاد جماهیر شوروی همراه بود که در نهایت به استقلال کامل آنها در اواخر سال ۱۹۹۱ منجر شد.

## رئیس‌جمهورها
| غیرحزبی حزب کمونیست اتحاد جماهیر شوروی خانه ما روسیه میهن – تمام روسیه اتحاد روسیه واحد سرپرست موقت | غیرحزبی حزب کمونیست اتحاد جماهیر شوروی خانه ما روسیه میهن – تمام روسیه اتحاد روسیه واحد سرپرست موقت | غیرحزبی حزب کمونیست اتحاد جماهیر شوروی خانه ما روسیه میهن – تمام روسیه اتحاد روسیه واحد سرپرست موقت | غیرحزبی حزب کمونیست اتحاد جماهیر شوروی خانه ما روسیه میهن – تمام روسیه اتحاد روسیه واحد سرپرست موقت | غیرحزبی حزب کمونیست اتحاد جماهیر شوروی خانه ما روسیه میهن – تمام روسیه اتحاد روسیه واحد سرپرست موقت | غیرحزبی حزب کمونیست اتحاد جماهیر شوروی خانه ما روسیه میهن – تمام روسیه اتحاد روسیه واحد سرپرست موقت | غیرحزبی حزب کمونیست اتحاد جماهیر شوروی خانه ما روسیه میهن – تمام روسیه اتحاد روسیه واحد سرپرست موقت | غیرحزبی حزب کمونیست اتحاد جماهیر شوروی خانه ما روسیه میهن – تمام روسیه اتحاد روسیه واحد سرپرست موقت | غیرحزبی حزب کمونیست اتحاد جماهیر شوروی خانه ما روسیه میهن – تمام روسیه اتحاد روسیه واحد سرپرست موقت |
| | | تصویر                                                                                               | رئیس‌جمهور                                                                                           | مدت                                                                                                 | دوره                                                                                                | منصب قبلی                                                                                           | نخست‌وزیر                                                                                            | نخست‌وزیر                                                                                            |
| --------------------------------------------------------------------------------------------------- | --------------------------------------------------------------------------------------------------- | --------------------------------------------------------------------------------------------------- | --------------------------------------------------------------------------------------------------- | --------------------------------------------------------------------------------------------------- | --------------------------------------------------------------------------------------------------- | --------------------------------------------------------------------------------------------------- | --------------------------------------------------------------------------------------------------- | --------------------------------------------------------------------------------------------------- |
| | ۱                                                                                                   | | بوریس یلتسین Борис Ельцин ۱۹۳۱–۲۰۰۷ (۷۶ ساله هنگام مرگ)                                             | ۱۰ ژوئیه ۱۹۹۱ – ۳۱ دسامبر ۱۹۹۹ (استعفا داد) (۸ سال، ۱۷۴ روز)                                        | ۱ (۱۹۹۱)                                                                                            | رئیس شورای عالی روسیه (۱۹۹۰–۱۹۹۱)                                                                   | | ایوان سیلایف                                                                                        |
| | ۱                                                                                                   | خودش                                                                                                | بوریس یلتسین Борис Ельцин ۱۹۳۱–۲۰۰۷ (۷۶ ساله هنگام مرگ)                                             | ۱۰ ژوئیه ۱۹۹۱ – ۳۱ دسامبر ۱۹۹۹ (استعفا داد) (۸ سال، ۱۷۴ روز)                                        | ۱ (۱۹۹۱)                                                                                            | رئیس شورای عالی روسیه (۱۹۹۰–۱۹۹۱)                                                                   | | |
| | ۱                                                                                                   | یگور گایدار                                                                                         | بوریس یلتسین Борис Ельцин ۱۹۳۱–۲۰۰۷ (۷۶ ساله هنگام مرگ)                                             | ۱۰ ژوئیه ۱۹۹۱ – ۳۱ دسامبر ۱۹۹۹ (استعفا داد) (۸ سال، ۱۷۴ روز)                                        | ۱ (۱۹۹۱)                                                                                            | رئیس شورای عالی روسیه (۱۹۹۰–۱۹۹۱)                                                                   | | |
| | ۱                                                                                                   | ویکتور چرنومیردین                                                                                   | بوریس یلتسین Борис Ельцин ۱۹۳۱–۲۰۰۷ (۷۶ ساله هنگام مرگ)                                             | ۱۰ ژوئیه ۱۹۹۱ – ۳۱ دسامبر ۱۹۹۹ (استعفا داد) (۸ سال، ۱۷۴ روز)                                        | ۱ (۱۹۹۱)                                                                                            | رئیس شورای عالی روسیه (۱۹۹۰–۱۹۹۱)                                                                   | | |
| ۲ (۱۹۹۶)                                                                                            | ۱                                                                                                   | | بوریس یلتسین Борис Ельцин ۱۹۳۱–۲۰۰۷ (۷۶ ساله هنگام مرگ)                                             | ۱۰ ژوئیه ۱۹۹۱ – ۳۱ دسامبر ۱۹۹۹ (استعفا داد) (۸ سال، ۱۷۴ روز)                                        | | رئیس شورای عالی روسیه (۱۹۹۰–۱۹۹۱)                                                                   | | |
| | ۱                                                                                                   | سرگئی کرینکو                                                                                        | بوریس یلتسین Борис Ельцин ۱۹۳۱–۲۰۰۷ (۷۶ ساله هنگام مرگ)                                             | ۱۰ ژوئیه ۱۹۹۱ – ۳۱ دسامبر ۱۹۹۹ (استعفا داد) (۸ سال، ۱۷۴ روز)                                        | | رئیس شورای عالی روسیه (۱۹۹۰–۱۹۹۱)                                                                   | | |
| | ۱                                                                                                   | ویکتور چرنومیردین                                                                                   | بوریس یلتسین Борис Ельцин ۱۹۳۱–۲۰۰۷ (۷۶ ساله هنگام مرگ)                                             | ۱۰ ژوئیه ۱۹۹۱ – ۳۱ دسامبر ۱۹۹۹ (استعفا داد) (۸ سال، ۱۷۴ روز)                                        | | رئیس شورای عالی روسیه (۱۹۹۰–۱۹۹۱)                                                                   | | |
| | ۱                                                                                                   | یوگنی پریماکوف                                                                                      | بوریس یلتسین Борис Ельцин ۱۹۳۱–۲۰۰۷ (۷۶ ساله هنگام مرگ)                                             | ۱۰ ژوئیه ۱۹۹۱ – ۳۱ دسامبر ۱۹۹۹ (استعفا داد) (۸ سال، ۱۷۴ روز)                                        | | رئیس شورای عالی روسیه (۱۹۹۰–۱۹۹۱)                                                                   | | |
| | ۱                                                                                                   | سرگئی استپاشین                                                                                      | بوریس یلتسین Борис Ельцин ۱۹۳۱–۲۰۰۷ (۷۶ ساله هنگام مرگ)                                             | ۱۰ ژوئیه ۱۹۹۱ – ۳۱ دسامبر ۱۹۹۹ (استعفا داد) (۸ سال، ۱۷۴ روز)                                        | | رئیس شورای عالی روسیه (۱۹۹۰–۱۹۹۱)                                                                   | | |
| | ۱                                                                                                   | ولادیمیر پوتین                                                                                      | بوریس یلتسین Борис Ельцин ۱۹۳۱–۲۰۰۷ (۷۶ ساله هنگام مرگ)                                             | ۱۰ ژوئیه ۱۹۹۱ – ۳۱ دسامبر ۱۹۹۹ (استعفا داد) (۸ سال، ۱۷۴ روز)                                        | | رئیس شورای عالی روسیه (۱۹۹۰–۱۹۹۱)                                                                   | | |
| | ۲                                                                                                   | | ولادیمیر پوتین Владимир Путин زاده ۷ اکتبر ۱۹۵۲ ‏(۷۲ سال)                                            | ۷ مه ۲۰۰۰ – ۷ مه ۲۰۰۸ (سرپرست از ۳۱ دسامبر ۱۹۹۹) (۸ سال، ۱۲۸ روز)                                   | ۳ (۲۰۰۰)                                                                                            | نخست‌وزیر روسیه (۱۹۹۹–۲۰۰۰)                                                                          | | |
| | ۲                                                                                                   | میخائیل کاسیانوف                                                                                    | ولادیمیر پوتین Владимир Путин زاده ۷ اکتبر ۱۹۵۲ ‏(۷۲ سال)                                            | ۷ مه ۲۰۰۰ – ۷ مه ۲۰۰۸ (سرپرست از ۳۱ دسامبر ۱۹۹۹) (۸ سال، ۱۲۸ روز)                                   | ۳ (۲۰۰۰)                                                                                            | نخست‌وزیر روسیه (۱۹۹۹–۲۰۰۰)                                                                          | | |
| | ۲                                                                                                   | میخائیل فرادکوف                                                                                     | ولادیمیر پوتین Владимир Путин زاده ۷ اکتبر ۱۹۵۲ ‏(۷۲ سال)                                            | ۷ مه ۲۰۰۰ – ۷ مه ۲۰۰۸ (سرپرست از ۳۱ دسامبر ۱۹۹۹) (۸ سال، ۱۲۸ روز)                                   | ۳ (۲۰۰۰)                                                                                            | نخست‌وزیر روسیه (۱۹۹۹–۲۰۰۰)                                                                          | | |
| ۴ (۲۰۰۴)                                                                                            | ۲                                                                                                   | | ولادیمیر پوتین Владимир Путин زاده ۷ اکتبر ۱۹۵۲ ‏(۷۲ سال)                                            | ۷ مه ۲۰۰۰ – ۷ مه ۲۰۰۸ (سرپرست از ۳۱ دسامبر ۱۹۹۹) (۸ سال، ۱۲۸ روز)                                   | | نخست‌وزیر روسیه (۱۹۹۹–۲۰۰۰)                                                                          | | |
| | ۲                                                                                                   | ویکتور زابکوف                                                                                       | ولادیمیر پوتین Владимир Путин زاده ۷ اکتبر ۱۹۵۲ ‏(۷۲ سال)                                            | ۷ مه ۲۰۰۰ – ۷ مه ۲۰۰۸ (سرپرست از ۳۱ دسامبر ۱۹۹۹) (۸ سال، ۱۲۸ روز)                                   | | نخست‌وزیر روسیه (۱۹۹۹–۲۰۰۰)                                                                          | | |
| | ۳                                                                                                   | | دمیتری مدودف Дмитрий Медведев زاده ۱۴ سپتامبر ۱۹۶۵ ‏(۵۹ سال)                                         | ۷ مه ۲۰۰۸ – ۷ مه ۲۰۱۲ (۴ سال، ۰ روز)                                                                | ۵ (۲۰۰۸)                                                                                            | معاون اول نخست‌وزیر روسیه (۲۰۰۵–۲۰۰۸)                                                                | | ولادیمیر پوتین                                                                                      |
| | (۲)                                                                                                 | | ولادیمیر پوتین Владимир Путин زاده ۷ اکتبر ۱۹۵۲ ‏(۷۲ سال)                                            | ۷ مه ۲۰۱۲ – اکنون (۱۲ سال، ۱۰ ماه، ۱ هفته و ۴ روز)                                                  | ۶ (۲۰۱۲)                                                                                            | نخست‌وزیر روسیه (۲۰۰۸–۲۰۱۲)                                                                          | | ویکتور زابکوف                                                                                       |
| | (۲)                                                                                                 | دمیتری مدودف                                                                                        | ولادیمیر پوتین Владимир Путин زاده ۷ اکتبر ۱۹۵۲ ‏(۷۲ سال)                                            | ۷ مه ۲۰۱۲ – اکنون (۱۲ سال، ۱۰ ماه، ۱ هفته و ۴ روز)                                                  | ۶ (۲۰۱۲)                                                                                            | نخست‌وزیر روسیه (۲۰۰۸–۲۰۱۲)                                                                          | | |
| ۷ (۲۰۱۸)                                                                                            | (۲)                                                                                                 | | ولادیمیر پوتین Владимир Путин زاده ۷ اکتبر ۱۹۵۲ ‏(۷۲ سال)                                            | ۷ مه ۲۰۱۲ – اکنون (۱۲ سال، ۱۰ ماه، ۱ هفته و ۴ روز)                                                  | | نخست‌وزیر روسیه (۲۰۰۸–۲۰۱۲)                                                                          | | |
| | (۲)                                                                                                 | میخائیل میشوستین                                                                                    | ولادیمیر پوتین Владимир Путин زاده ۷ اکتبر ۱۹۵۲ ‏(۷۲ سال)                                            | ۷ مه ۲۰۱۲ – اکنون (۱۲ سال، ۱۰ ماه، ۱ هفته و ۴ روز)                                                  | | نخست‌وزیر روسیه (۲۰۰۸–۲۰۱۲)                                                                          | | |
| ۸ (۲۰۲۴)                                                                                            | (۲)                                                                                                 | | ولادیمیر پوتین Владимир Путин زاده ۷ اکتبر ۱۹۵۲ ‏(۷۲ سال)                                            | ۷ مه ۲۰۱۲ – اکنون (۱۲ سال، ۱۰ ماه، ۱ هفته و ۴ روز)                                                  | | نخست‌وزیر روسیه (۲۰۰۸–۲۰۱۲)                                                                          | | |